# フランソワ＝ルネ・デュシャーブル
フランソワ＝ルネ・デュシャーブル（François-René Duchâble, 1952年4月22日 パリ - ）はフランスのピアニスト。

## 人物
1964年よりパリ音楽院に学び、13歳でピアノ科の首席となる。3年後にブリュッセルのエリザベート王妃国際音楽コンクールに入選。その後アルトゥール・ルービンシュタインの目に留まり、その励ましと支援を得て演奏活動に乗り出す。それ以降は、ヨーロッパや米国、カナダ、日本でコンサート・ピアニストとしての地位を確立することに成功した。
デュシャーブルは、ベートーヴェン、シューマン、ブラームス、ラヴェル、バルトークらのピアノ協奏曲や、ショパン、シューマン、リスト、プーランクらのピアノ曲の演奏によって名高い。さまざまな音楽祭にも出演しており、たとえばザルツブルク、ルツェルン、プロムス、ロッケンハウスの常連として知られている。ウィーンやベルリン、ロンドンでもさまざまな演奏会に参加している。またロンドン・フィルハーモニー管弦楽団やベルリン・フィルハーモニー管弦楽団、ロッテルダム・フィルハーモニー管弦楽団、パリ管弦楽団、スイス・ロマンド管弦楽団、モントリオール交響楽団と共演を重ねている。
2003年に演奏活動と決別し、引退。